# Alejandra Barros
Pour les articles homonymes, voir Barros.
Alejandra Barros del Campo dit Alejandra Barros est une actrice mexicaine née le 11 août 1971 à Mexico.
Elle est surtout connue pour son rôle dans la série télévisée Mariana de la noche (2003-2004).